# Pinta dental

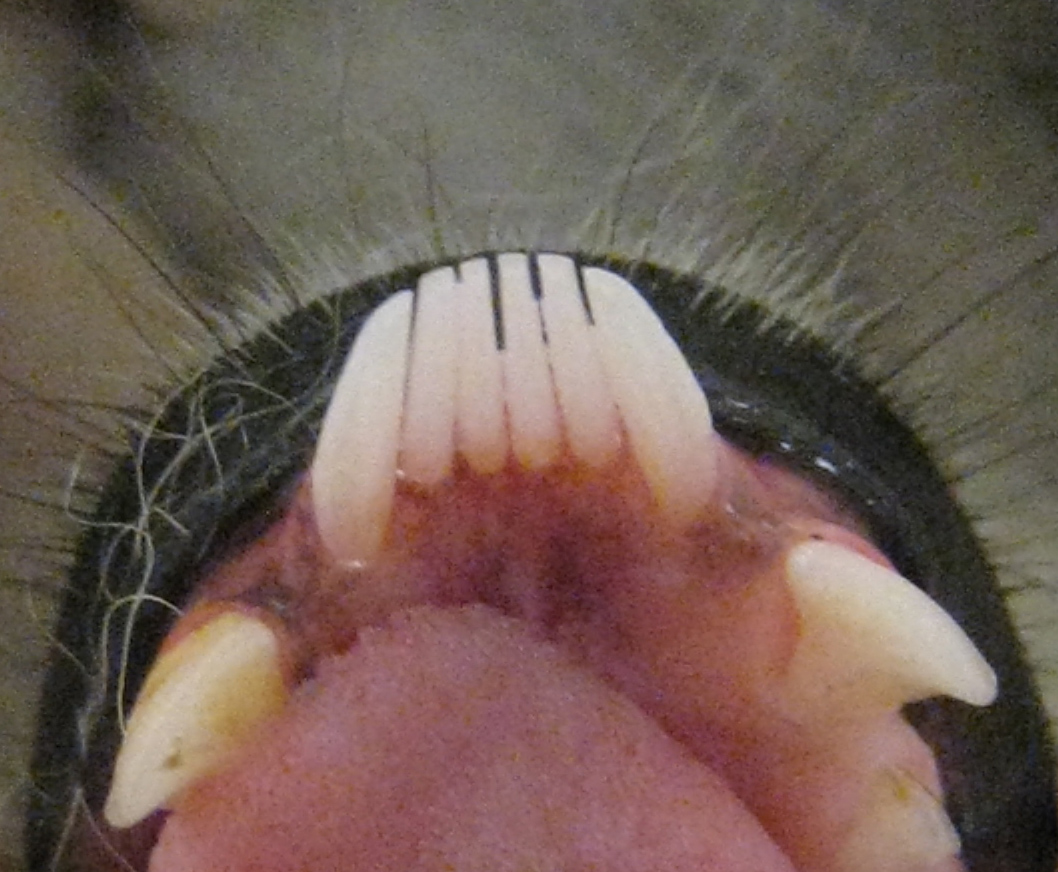
Pinta dental d'un lèmur de cua anellada (Lemur catta), amb premolars similars a canines a ambdós costats.

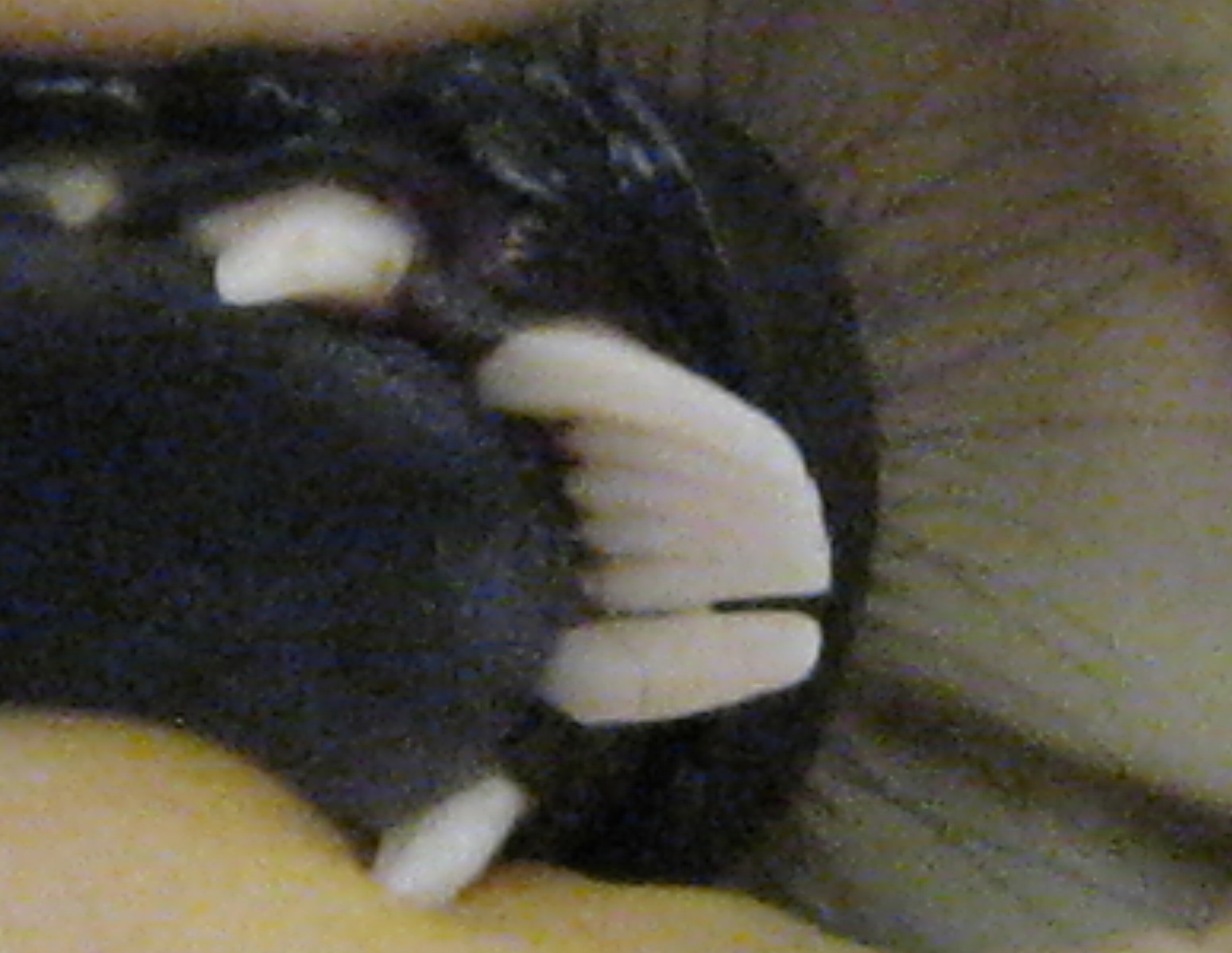
Pinta dental d'un lèmur de collar (Varecia variegata).

Una pinta dental és una estructura anatòmica pròpia dels primats estrepsirrins, subordre que inclou els lèmurs, els loris i els gàlags. La pinta dental consisteix en un grup de dents llargues, planes, lleugerament corbades i parelles, format per les incisives i canines del maxil·lar inferior.
En els índrids, els lèmurs mico i alguns lèmurs peresós l'estructura està formada per quatre dents, però consisteix en sis dents en tots els altres lèmurs (quatre incisives i dues canines), excepte en el peculiar ai-ai, i tan sols aquest últim, l'extint ai-ai gegant (Daubentonia robusta) i el més gran dels també extints mesopropitecs manquen de pinta dental funcional, característica dels estrepsirrins. En el cas de l'ai-ai, la morfologia de les incisives decídues, que perden poc després de néixer, indica que els seus avantpassats tenien pinta dental. Perden aquests dents de llet poc després del naixement i són substituïdes per unes incisives que creixen contínuament i durant tota la vida.
La primera premolar inferior després de la pinta dental generalment és similar a una canina típica. La pinta dental dels lèmurs conté uns solcs microscòpics que permeten que la pinta sigui utilitzada per l'empolainament i a vegades per la cerca d'aliment.
El primer fòssil d'estrepsirí trobat que comptava amb pinta dental fou Karanisia clarki, una espècie extinta de loris datat a l'Eocè mitjà (fa uns 40 Ma) i trobat a Egipte. Aquesta troballa, juntament amb la manca de fòssils de lèmurs a Madagascar i Àfrica, ha complicat l'interrogant sobre els orígens i la diversificació dels lèmurs.